# Liste der Kulturdenkmale in Betzenweiler

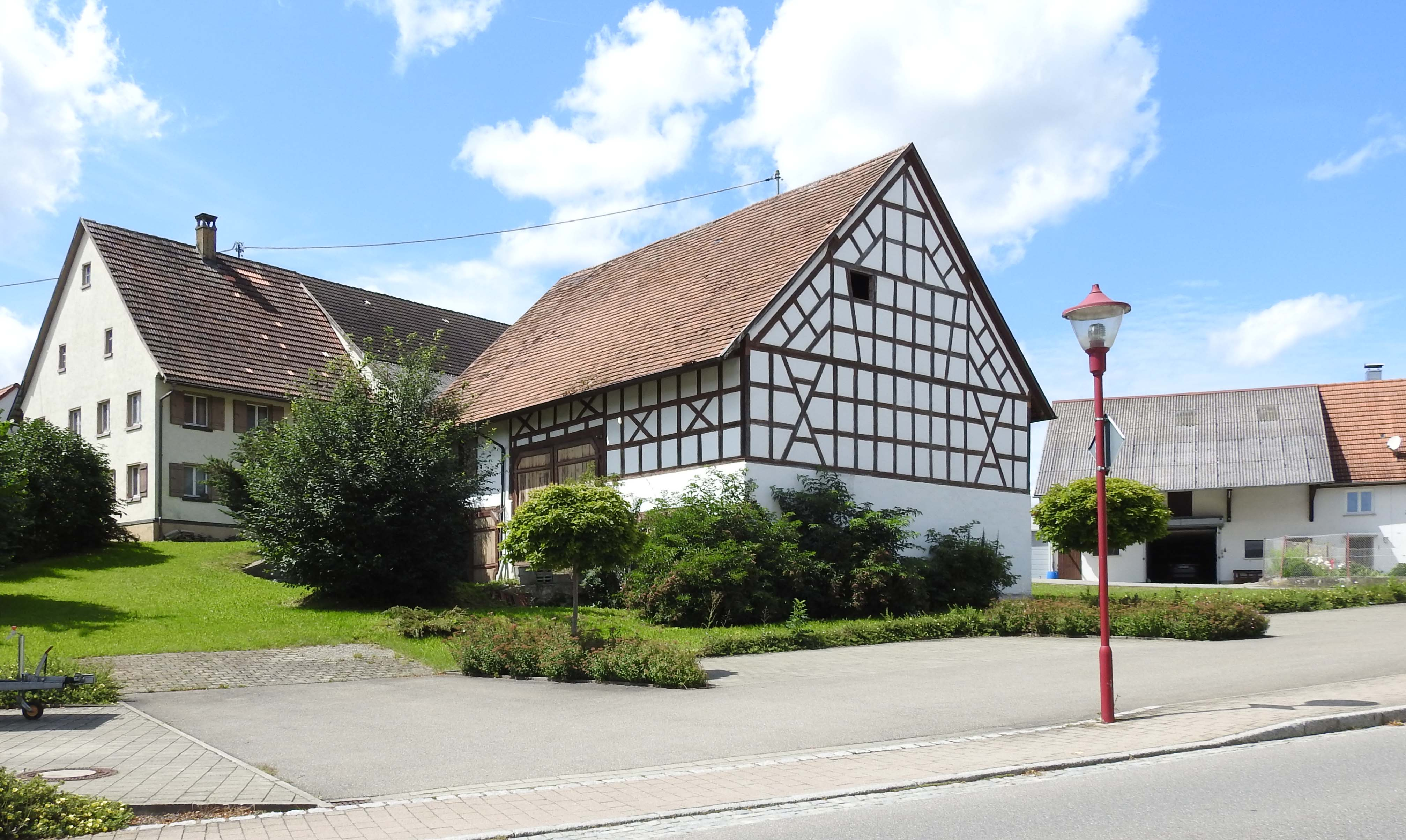

In dieser Liste der Kulturdenkmale in Betzenweiler sind alle Bau- und Kunstdenkmale der Gemeinde Betzenweiler und ihrer Teilorte verzeichnet. Sie leitet sich aus der Liste des Landesamts für Denkmalpflege Baden-Württemberg, dem „Verzeichnis der unbeweglichen Bau- und Kunstdenkmale und der zu prüfenden Objekte“ ab. Diese Liste wurde im Mai 2000 erstellt. Die Teilliste für den Landkreis Biberach hat den Stand vom 30. März 2009 und verzeichnet acht unbewegliche Bau- und Kunstdenkmäler.

## Allgemein
- Bild: Zeigt ein ausgewähltes Bild aus Commons, „Weitere Bilder“ verweist auf die Bilder im Medienarchiv Wikimedia Commons.
- Bezeichnung: Nennt den Namen, die Bezeichnung oder die Art des Kulturdenkmals.
- Lage: Straßenname und Hausnummer oder Flurstücknummer des Kulturdenkmals, gegebenenfalls auch den Ortsteil. Die Grundsortierung der Liste erfolgt nach dieser Adresse. Der Link (Karte) führt zu verschiedenen Kartendiensten mit der Position des Kulturdenkmals. Fehlt dieser Link, wurden die Koordinaten noch nicht eingetragen. Sind diese bekannt, können sie über ein Tool mit einer Kartenansicht einfach nachgetragen werden. In dieser Kartenansicht sind Kulturdenkmale ohne Koordinaten mit einem roten bzw. orangen Marker dargestellt und können durch Verschieben auf die richtige Position in der Karte mit Koordinaten versehen werden. Kulturdenkmale ohne Bild sind an einem blauen bzw. roten Marker erkennbar.
- Datierung: Baubeginn, Fertigstellung, Datum der Erstnennung oder grobe zeitliche Einordnung entsprechend des Eintrags in der zuständigen Denkmaldatenbank (Landesamt für Denkmalpflege Baden-Württemberg).
- Beschreibung: Kurzcharakteristik des Kulturdenkmals.

## Betzenweiler
Betzenweiler liegt zwischen dem Bussen und dem Federsee.
| Bild | Bezeichnung        | Lage                 | Datierung       | Beschreibung | ID |
| ---- | ------------------ | -------------------- | --------------- | --- | -- |
|      | Pfarrhaus          | Pfarrgasse 6         | 17. Jahrhundert | Fachwerkbau, zweigeschossig, Satteldach aus dem Jahre 1665, im Innern 1678, 1822 renoviert Geschützt nach § 2 DSchG |    |
|      | Kirche St. Clemens | Uttenweiler Straße 2 | 15. Jahrhundert | Chorbereich 1578 erneuert und erweitert, Nordturm 1726 erneuert, 1878–1880 Erhöhung des Langhauses und Verlängerung nach Westen, 1933 erneuert, 1967–68 im Innern erneuert, 1894 von außen saniert, Friedhofsmauer, Hochkreuz, Kriegerdenkmal 1914–18 und 1939–45 Geschützt nach § 28 DSchG |    |

### Außerhalb der Ortslage
| Bild | Bezeichnung | Lage                                                                         | Datierung | Beschreibung                                                                            | ID |
| ---- | ----------- | ---------------------------------------------------------------------------- | --------- | --------------------------------------------------------------------------------------- | -- |
|      | Wegekreuz   | Gewann Schäfleshau (Straße von Betzenweiler nach Alleshausen, rechts, BC 95) | 1887      | Wegekreuz Corpus gusseisern Geschützt nach § 2 DSchG                                    |    |
|      | Wegekreuz   | Gewann Stumpenhau (Straße von Betzenweiler nach Alleshausen, links, BC 1866) | 1877      | Wegekreuz, Corpus gusseisern Geschützt nach § 2 DSchG                                   |    |
|      | Wegekreuz   | Gewann Zeil (Straße von Betzenweiler nach Moosburg, rechts, BC 1105)         | 1933      | Hochkreuz, Kreuz und Kalvarienberg aus Beton, Corpus Gusseisen Geschützt nach § 2 DSchG |    |
|      | Wegekreuz   | Gewann Zeil (Straße von Betzenweiler nach Moosburg, links, BC 1104)          | 1875      | Wegekreuz mit steinernem Sockel, eisernes Kreuz mit Corpus Geschützt nach § 2 DSchG     |    |

### Bischmannshausen
Bischmannshausen ist ein Teilort von Betzenweiler.

|  | Bauernhaus                 | Gebäude Nr. 3/1 |  | Kleinstbauernhaus, Einhaus, Zweigeschossiger Fachwerkbau, gemauertes Erdgeschoss aus Ziegel, Satteldach 19. Jahrhundert Geschützt nach § 2 DSchG |  | 7 |  |  |  | §2 |
|  | Kapelle St. Peter und Paul | Gebäude Nr. 7   |  | Rechtecksaal, Satteldach, Oberbaumeister Musotter, Riedlingen Geschützt nach § 2 DSchG                                                           |  |   |  |  |  |    |